# Гаузены
Гаузены, Гэузень (рум. Găuzeni) — село в Шолданештском районе Молдавии. Относится к сёлам, не образующим коммуну.

## География
Село расположено в 20 км от города Шолдэнешть и 110 км от Кишинёва на высоте 154 метра над уровнем моря. Площадь села — 2,06 км², периметр — 6,38 км.

## Население
По данным переписи населения 2004 года, в селе Гэузень проживает 1404 человека (666 мужчин, 738 женщин).
Этнический состав села:
| Национальность | Число жителей | Процентный состав |
| -------------- | ------------- | ----------------- |
| молдаване      | 1388          | 98,86             |
| румыны         | 11            | 0,78              |
| русские        | 3             | 0,21              |
| украинцы       | 2             | 0,14              |
| Всего          | 1404          | 100 %             |